# GOAL (fotbollstidning)
GOAL är ett svenskt fotbollsmagasin som handlar om internationell fotboll.

## Om tidningen
GOAL inriktar sig framförallt på de största ligorna i Europa: Premier League, Ligue 1, Serie A, Bundesliga och La Liga. I varje nummer kan man bland annat läsa om The Scout, en lovande talang, Legends, en stor f.d. fotbollsspelare, Goal rankar, till exempel topplistor på anfallare, överraskningar, målvakter och lagkaptener, Quiz, till exempel "Vilken klubb?" och "Vem ska bort?", Klassiska mål/Rekordet, där ett klassiskt mål och ett rekord väljs ut, till exempel "Flest VM-mål" och "Snabbaste målet" och Around the world, där man kan läsa kortnyheter och notiser från Afrika, Asien och Europa. Varje nummer innehåller även stora reportage om stjärnspelare, oftast 2 stycken, som GOAL då har träffat och intervjuat. Inledningen börjar alltid med Manager, där redaktören ger sin åsikt, Din sida, där man kan läsa mejl som GOAL fått och "Månadens läsarbrev" samt Kick-off, där det är blandade nyhetsartiklar om allt möjligt från fotbollsvärlden. GOAL ges ut 12 gånger om året och kommer ut i Sverige, Finland, Island, Danmark, Turkiet samt Tjeckien. 
Sedan februari 2016 är Tony Ernst, redaktör.
Layout: Robert Sjödin, Dick Andersson